# Warez
Warez, ibland skrivet w4r3z, är leet och avser pluralformen av ware, som i software (mjukvara). Främst syftar termen på piratkoiperade datorprogram, datorspel och ibland annat digitalt material. Spridningen sker ofta via onlineplattformar, fildelningsnätverk eller peer-to-peer (P2P). De som sprider warez kan kallas warez d00dz (warez dudes).